# 6019 Telford
A 6019 Telford (ideiglenes jelölés 1991 RO6) a Naprendszer kisbolygóövében található aszteroida. Robert H. McNaught fedezte fel 1991. szeptember 3-án.